# Einar Rød
Einar Rød (1897-1931) fue un actor teatral y cinematográfico noruego. 

## Biografía
Rød hizo su debut teatral en 1915. A partir de 1924 trabajó en el Teatro Nacional de Oslo, donde hizo importantes papeles en obras como Till främmande hamn, de Sutton Vane, y Maria Stuart, de Friedrich von Schiller. 
También actuó en varias películas mudas rodadas en Suecia, mostrando su talento con el papel de Söfren en Prästänkan, película dirigida por Carl Theodor Dreyer (1920).
Fallecido en 1931, estuvo casado con la actriz sueca Mary Johnson.

## Teatro
- 1920 : Min far hade rätt, de Sacha Guitry, escenografía de Einar Fröberg, Komediteatern[1]
- 1920 : Professor Storitzyn, de Leonid Andréiev, escenografía de Einar Fröberg, Komediteatern[2]
- 1921 : Nju, de Osip Dymov, escenografía de Rune Carlsten, Komediteatern[3]
- 1921 : Chitra, de Rabindranath Tagore, escenografía de Einar Fröberg, Komediteatern[4]

## Filmografía
- 1919 : Synnöve Solbakken
- 1920 : Prästänkan
- 1920 : Robinson i skärgården
- 1924 : Die Stimme des Herzens